# Electric Wizard (album)
Electric Wizard to debiutancki album doom metalowego zespołu Electric Wizard. Został wydany w 1995 roku przez Rise Above Records. Muzyka na płycie łączy tradycyjny doom metal z niektórymi cechami stoner metalu. 
Electric Wizard był re-edycjonowany łącznie z drugim albumem, Come My Fanatics... w 1999 roku. Edycja po remasteringu została wydana na CD i LP w 2006 roku, razem z dwoma bonusowymi utworami, wziętymi z dema zatytułowanego Doom Chapter.

## Lista utworów
1. "Stone Magnet" – 4:54
2. "Mourning Prayer" – 5:07
3. "Mountains of Mars" – 3:46
4. "Behemoth" – 8:55
5. "Devil's Bride" – 6:31
6. "Black Butterfly" – 8:19
7. "Electric Wizard" – 9:52
8. "Wooden Pipe" – 0:08

Dodatkowe piosenki na reedycji z 2006:
1. "Illimitable Nebulie" (Demo) – 4:52
2. "Mourning Prayer, Part 1" (Demo) – 5:19

## Twórcy
- Jus Oborn - gitara, śpiew
- Tim Bagshaw - gitara basowa
- Mark Greening - perkusja
- Teksty: Jus Oborn
- Muzyka: Electric Wizard

## Historia wydawnictwa
| Rok  | Wytwórnia   | Format | Kraj | Wyprzedany? | Uwagi |
| ---- | ----------- | ------ | ---- | ----------- | --- |
| 1995 | Rise Above  | CD     | U.K. | Tak         | oryginalne wydanie CD                                                                                               |
| 1995 | Rise Above  | LP     | U.K. | Tak         | oryginalne wydanie LP; limitowane 1000 kopii na zielonym winylu                                                     |
| 1999 | Rise Above  | 2CD    | U.K. | Tak         | razem z Come My Fanatics...                                                                                         |
| 2002 | Rise Above  | CD     | U.K. | Tak         | |
| 2006 | Rise Above  | DigiCD | U.K. | Nie         | wersja remasterowana; dodatkowe 2 utwory                                                                            |
| 2006 | Candlelight | DigiCD | U.S. | Nie         | wersja remasterowana; dodatkowe 2 utwory                                                                            |
| 2006 | Rise Above  | 2LP+7" | U.K. | Tak         | wersja remasterowana; dodatkowe 2 utwory na 7" limitowane 1500 kopii (500 czarnych, 500 niebieskich, 500 zielonych) |